# Mariënheuvel (Beemster)

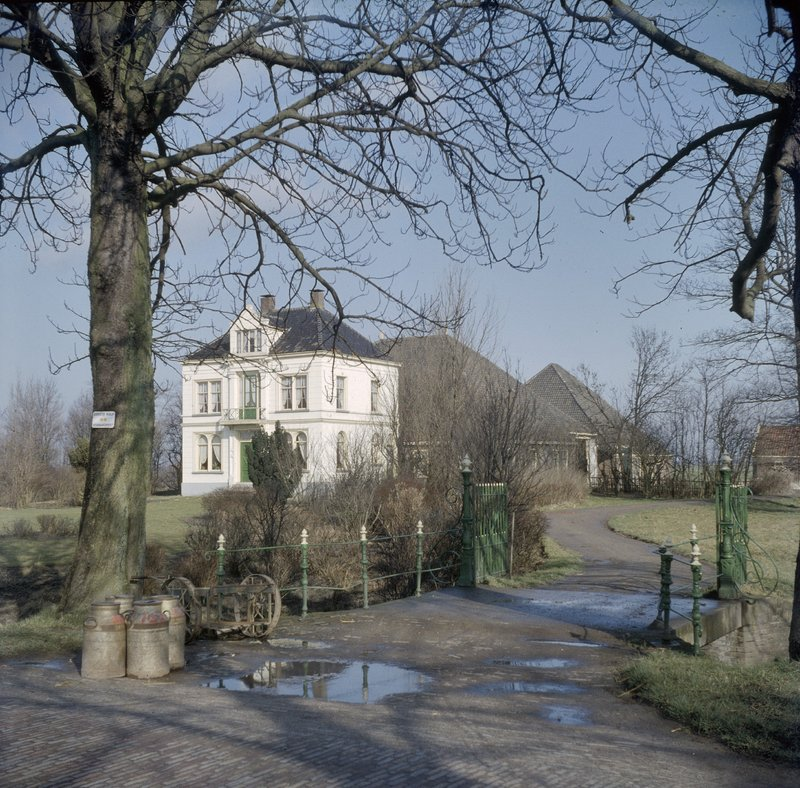
Mariënheuvel in 1958

Mariënheuvel is een van de laatst overgebleven buitenplaatsen in de Beemster, gelegen aan de Volgerweg.
De buitenplaats bestaat sinds de inpoldering van de Beemster in 1612 als binnenkavel 96 en was eigendom van Dirck van Os, een van de oprichters van de VOC.
Het landhuis is gebouwd in 1820 door de bekende Purmerender Klaas Brantjes voor zijn geliefde Maria ('Maartje') Stuyt. Volgens recent onderzoek van de Gemeente Beemster heette de buitenplaats oorspronkelijk "Volgerlust" en werd deze rond 1820 door Klaas Brantjes vernoemd naar zijn vrouw: "Mariënheuvel".
Mariënheuvel is privébezit waarbij het landgoed sinds 2005 symmetrisch is vernieuwd en uitgebouwd.